# フロスティー・ラッカー
フロスティー・ラッカー（Frostee Rucker 1983年9月24日- ）はカリフォルニア州タスティン出身の元アメリカンフットボール選手。現役時代のポジションはディフェンシブエンド。

## 経歴

### プロ入り前
高校時代は、ランニングバック、ラインバッカーでプレーした。高校卒業後、2001年コロラド州立大学に入学し、その年は練習生で過ごした。
2002年にUSCへ転校、その年はNCAAが定めたルールのため、練習生で過ごした。2003年、春にラインバッカーからディフェンシブエンドにコンバートされ、当初は控えディフェンシブエンドであったが、シーズン最後の5試合で先発出場した。2004年、この年春に左足爪先の手術を行った。全13試合に出場、29タックル、2.5サックをあげた。2005年までも爪先の手術を行った。
USCから2006年のNFLドラフト3巡でシンシナティ・ベンガルズに指名された。

### シンシナティ・ベンガルズ時代
2006年のNFLドラフト3巡でシンシナティ・ベンガルズに指名されたが、その年は故障者リストで過ごした。
2007年、開幕53人のロースターに残った。スペシャルチームなどで出場、シーズン最終週のマイアミ・ドルフィンズ戦で初先発し、5タックルをあげた。
2008年、先発4試合を含む11試合に出場、24タックル、2ファンブルフォースを記録した。
2009年、11月15日のピッツバーグ・スティーラーズ戦ではベン・ロスリスバーガーのパスをインターセプト、。
2010年、3月、ベンガルズと2年契約を結んだ。この年11月、ひざの負傷により故障者リスト入りした。
2011年、11試合に先発出場し、44タックル、4サックをあげた。

### クリーブランド・ブラウンズ時代
2012年3月14日、クリーブランド・ブラウンズと契約。2012年、全試合に先発出場し48タックル、4サックをあげたが、ブラウンズが2013年シーズン、4-3ディフェンスからマルチフロントシステムへ移行することから、構想外となり解雇された。

### アリゾナ・カージナルス時代
2013年3月21日、アリゾナ・カージナルスと2年契約を結んだ。
2014年は、ダーネル・ドケットが故障で離脱したことから、7試合の先発を含む15試合に出場し、24タックル、5サック、2ファンブルフォースをあげた。
2015年6月1日、カージナルスとの契約を年延長した。

### オークランド・レイダース時代
2018年6月12日にオークランド・レイダースと契約した。